# Battle of the Garages, Vol. 2
Battle of the Garages, Vol. 2 è il secondo album della omonima collana discografica, pubblicato negli USA nel 1984 dalla Voxx Records.

## Tracce
Lato A
1. The Vipers – Nothing's from Today – 2:25 (David Andrew Mann, Graham May, Jonithan Adam Weiss, Patrick Allen Brown, Paul Monroe Martin)
2. Miracle Workers – Flashing Red Light (Joel Barnett)
3. The Fuzztones – Green Slime (Sherry Gaden)
4. The Prime Movers – (Come To) Where It's at (Richard Haughey)
5. Mystic Eyes – Enough of What I Need (Ben Quillian, Mike Marachal, William Ash)
6. The Odds – I'll Make You Sorry (James Alan Sohns, Joseph J. Kelly)
7. The Trip – Stick Like Glue (Tom Neale)
8. The Outnumbered – Boy on a Roof (Jon Ginoli)

Lato B
1. Plasticland – Sipping the Bitterness
2. Mad Violets – Psilocybe (Wendy Andreiev)
3. The Impossible Years – Attraction Gear (Seth Adams)
4. True West – And Then the Rain (Richard Mcgrath, Russ Tolman)
5. Yard Trauma – Some People (Joe Dodge)
6. The Seen – Jealous Gir (Jeff Edmunds)
7. The Fezmen – So Easy Baby (Louis Dumbrowski)
8. The Sharp Turn – Everybody Knows But Me (Dean Patterson)